# خبز خيالي
خبز خيالي عبارة عن شرائح خبز أبيض مدهونة بالزبدة أو السمن النباتي ومغطاة بـ «مئات وآلاف من حبوب السكر المملونة»،  غالبًا ما يتم تقديمها في حفلات الأطفال في أستراليا ونيوزيلندا. عادة ما يتم تقطيعها إلى مثلثات.
على الرغم من أن الناس كانوا يضعون مئات وآلاف من حبوب السكر الملونة على الخبز والزبدة لبعض الوقت، فإن أول إشارة معروفة لهذا الطبق باسم خبز الجنية كانت في هوبارت ميركوري في أبريل 1929. في إشارة إلى حفلة لنزلاء مصحة المستهلك، أعلن المقال أن «الأطفال سيبدأون حفلتهم بالخبز الخيالي والزبدة والمئات والألف من حبوب السكر الملونة، والكعك والفطائر والكعك المصنوع منزليًا. . .» 
أصل المصطلح غير معروف، لكنه قد يأتي من قصيدة «خبز خيالي» في حديقة آيات الطفل لروبرت لويس ستيفنسون والتي نُشرت عام 1885 ، 
في أبريل 2021، أنشأت المجموعة الساخرة التي تدعى (بالانجليزية The Chaser) عريضة ملفقة عبر الإنترنت تدعو إلى إعادة تسمية خبز الجنيات، واصفة إياه بأنه «مسيء»، مما أدى إلى ظهور العديد من القصص الإخبارية السائدة.
في نوفمبر 2021 ، تم إنشاء جوجل دودل للاحتفال بالخبز الخيالي.